# Équipe de Pologne de futsal FIFA
L'équipe de Pologne de futsal est la sélection nationale représentant la Pologne  dans les compétitions internationales de futsal. 
Les Polonais disputent une phase finale de Coupe du monde en 1992 (élimination au deuxième tour) et deux phases finales de Championnat d'Europe (élimination au premier tour en 2001 et 2018).

## Histoire
À l'Euro 2022, la Pologne quitte son troisième tournoi final sans victoire, après 2001 et 2018.